# 上海外国語大学
上海外国語大学(シャンハイがいこくごだいがく)とは、中華人民共和国教育部が、直属する上海市と共同で建設した重点大学。中華人民共和国成立後の1949年12月に、ロシア語に堪能な人材の育成を目的として、中国共産党中央華東局と上海市委員会が設立した。

## 沿革

### 華東人民革命大学付設上海ロシア語学校
- 1949年 中華人民共和国建国後まもなく、上海市陳毅市長の発案により、中国共産党中央委員会華東局と上海市委員会は、上海にロシア語話者養成のための高等教育機関を設立することを決め、華東人民革命大学第四学部を母体とする上海ロシア語学校として12月に正式に設立された。当初の敷地は宝山路（旧済南大学校第二中庭）であった。

- 1950年 2月、現在の場所（虹口キャンパス）である体育会東路（旧済南大学第一学院）に移転。

### 華東人民革命大学付設外国語専修学校
- 1950年：英語の授業が加わり、「華東人民革命大学付設外国語専修学校」と改称される。
- 1951年：4月、ビルマ語、ベトナム語、インドネシア語を加え、「東方言語文学学部」を設置。
- 1952年：3月、南京の華東軍区政治部付属外国語学校の学生150人余りが本校に統合された。
- 1952年: 8月までに、ロシア語、英語、ビルマ語、ベトナム語、インドネシア語（5カ国語）の学校が形づくられた。
- 1952年：この年の後半には、中国全土の高等教育機関の統一募集体制が導入され、学校の再編成が始まる。 中華人民共和国教育部の指示により、東方言語文学学部の教員と学生は北京大学に統合され、専攻語はロシア語のみとなった。

### 上海ロシア語専修学校・上海ロシア語専科学校
- 1952年：9月、校名を「上海ロシア語専修学校」と改める。

- 1953年：1月、校名を「上海ロシア語専科学校」と改め、就業年数を3年に延長した。

### 上海外国語学院（Shanghai Institute of Foreign Languages）
- 1956年：6月、国務院の承認を得て、4年間のカリキュラムに英語、ドイツ語、フランス語を追加し、上海外国語学院（SIFL）と改称した。

- 1957年：山東大学などの学生がSFAに転入して学ぶようになる。

- 1958年：文部省の全国外国語学部再編計画に基づき、上海第一師範大学英語科をSFAに編入。 同年、英語、ドイツ語、フランス語、ロシア語の4言語による夜間部を開設し、第1期生として2200人が入学した。 同時に、同校は上海市党委員会財政貿易部および上海外国貿易局から、英語、ドイツ語、フランス語、日本語、アラビア語、スペイン語など6カ国語の外国貿易科の開設を委託された。

- 1961年：この年の初めに上海対外貿易学院が設立され、同校の対外貿易科の6ヶ国語の生徒と教師はすべて同学院に移された。

- 1962年：上海対外貿易学院は廃止され、その対外貿易の教員と学生は再びSFAに統合され、本校は対外貿易科を再開した。

- 1963年：9月、国務院は上海外国語学院を教育部直属の国家重点大学として認可した。 同年、本学と上海市教育局が共同で設立した付属外国語学院（現・上海国際大学付属外国語学院）が開校した。

- 1964年：外国人留学生準備教育科を併設。 同年8月、上海外国貿易学院が再興され、外国語学科は再び新校舎に移設された。

- 1966年：5月、「文化大革命」が始まり、学校は授業停止を余儀なくされる。
- 1968年：8月、軍労働宣伝班が本校に駐在する。
- 1970年：32名の生徒を対象にパイロットコースを開講（英語とドイツ語）。
- 1972年：2月、上海市教育局の決定により、上海外国語学院が上海外国語学院（SIFL）に編入される。 "10月、安徽省鳳陽県の上海外国語学院に、英語、ロシア語、ドイツ語、フランス語、日本語、アラビア語、スペイン語など7言語の外国語コースが設置され、3年連続で上海の高校新卒者600人余が入学した。

- 1977年：「四人組」の崩壊後、一般試験の入学を再開し、11月には学校に駐在していた産軍宣伝隊をすべて撤収させた。
- 1978年 学制を4年制に戻し、大学院生の入学を開始した。 同時に上海対外貿易学院が復活し、関係者は再び同学院に出向することになった。
- 1979年：外国語教育学科を復活させ、上海外国語教育出版社をはじめ、各種研究機関、図書館センター、外国語試験センターなどを設立した。 同年、SFAと徐匯区政府が共同で分校（現在の上海大学国際ビジネス学院）を設立。[2]

### 上海外国語大学
- 1994年：国家教育委員会の認可を受け、正式に上海外国語大学（SISU）へと改称。 同年、国家教育委員会と上海市が共同で建設する最初の学校の一つとして、本学が挙げられる。

- 1996年：国家教育委員会による「211プロジェクト」の事前審査に合格する。

- 2004年：学部教育のすべてを松江大学城に移転した。

- 2011年：第12回世界ロシア語大会が5月11日から5月15日の間、上海国際問題研究院で開催された。 [3]

- 2017年：9月、上海外国語大学（SISU）は、中国の「ダブル一流」大学のひとつに選出

## 組織
- 日本文化・経済学部
- ロシア・東ヨーロッパ・中アジア学部
- フランス語学部
- 英語学院
- ドイツ語学部
- 東方学部
- 欧米学部
- 国際金融・貿易学部
- 法学部
- 高級翻訳・通訳学部
- 国際教育学部
- 国際関係・公共事務学部
- 新聞・放送学部
- マルクス主義学部

## 著名な関係者

### 著名な卒業生
- ジョアン・チェン - 女優
- 莫邦富 - 経済ジャーナリスト
- 孔鉉佑 - 第12代駐日中華人民共和国特命全権大使
- 姚俊 - 会計学者、明治大学教授、福井コンピュータホールディングス取締役
- 呉江浩 - 現駐日中国大使。

### 著名な教員
- 王宏 -日本語学者。
- 莫邦富 - 経済ジャーナリスト
- フォルカー・ライヒェルト - ドイツの歴史学者
- ギラード・ツッカーマン (佐藤幸永) - 言語学者

## 日本との関係
上海外国語大学は旧日本人居留地に存在しており、敷地内にはかつて第二日本高等女学校が存在した。

## 日本における協定校
- 早稲田大学
- 愛知大学
- 愛知県立大学
- 梅花女子大学
- 長崎県立大学
- 法政大学
- 亜細亜大学
- 三重大学
- 大阪産業大学